# Pandappa Conservation Park
Pandappa Conservation Park är en park i Australien. Den ligger i delstaten South Australia, omkring 200 kilometer norr om delstatshuvudstaden Adelaide.
Trakten runt Pandappa Conservation Park är nära nog obefolkad, med mindre än två invånare per kvadratkilometer..
Omgivningarna runt Pandappa Conservation Park är i huvudsak ett öppet busklandskap. Genomsnittlig årsnederbörd är 285 millimeter. Den regnigaste månaden är februari, med i genomsnitt 58 mm nederbörd, och den torraste är oktober, med 3 mm nederbörd.